# Calle de la Montera
Calle de la Montera es una antigua vía urbana de la ciudad española de Madrid, en el barrio de Sol del distrito Centro. Está situada entre la Puerta del Sol (es una de las diez calles que nacen en esta plaza) y la llamada Red de San Luis (intersección con Gran Vía). Se trata de una calle que sube en cuesta, desembocando su parte superior en la Gran Vía. Desde comienzos del siglo xx la parte superior de la calle ha sido conocida por la prostitución visible por calles adyacentes y ambas aceras de la calle. A la altura del número 33 de la calle se encuentra el Pasaje del Comercio (Pasaje de Murga) que fue construido como bazar para Mateo de Murga. Al inicio de la calle, haciendo esquina con Sol se conserva Casa de Diego, comercio de abanicos, paraguas y otros complementos castizos que antes tuvo su local en Montera esquina a San Alberto.

## Historia
En el siglo xv, cuando junto a la Puerta del Sol se formaba el arrabal de San Ginés (desplegándose por la zona oriental del espacio que ocupa hoy en día la Puerta del Sol), una de las salidas de la muralla daba a los olivares de los caños de Alcalá, en los que la leyenda cuenta que bebió Sancho IV antes de entrar a Madrid, cuando al montar a caballo se le cayó la montera y nadie del cortejo lo advirtió; el legendario relato asegura que la pérdida de la montera enojó mucho al rey, hasta el punto de que el hecho sería grabado en dos piedras a ambos lados del camino, en una decía Al pasar esta vereda el Rey perdió la montera y en la otra Como Don Sancho era bravo, caminó con grande enfado.

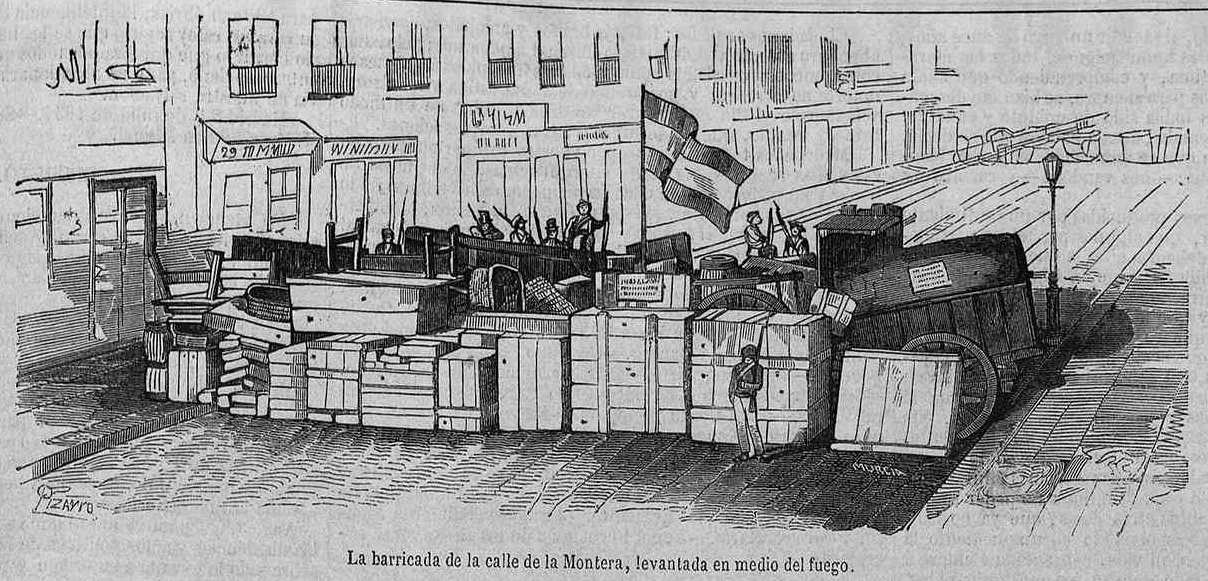
Barricada en la calle de la Montera durante la Vicalvarada (1854)

Otra versión no menos imaginativa del nombre de la calle, dice que se debe a la mujer de un hombre de Montero de Espinosa que tenía por mote ‘la Montera’, y que cuya belleza producía desórdenes públicos en sus paseos por la villa. Así aparece rotulada en el  plano de Texeira de 1658, pero solo en el tramo entre la Puerta del Sol y la calle San Alberto, siendo el resto la Red de San Luis.
A finales del siglo xvii se construyó en ella la iglesia de San Luis Obispo, que sin embargo fue incendiada en marzo de 1936, durante la Segunda República española, y quedó destruida, siendo demolida en 1943.
En el siglo xviii fue una calle de lujo por la cual los personajes más elegantes de la ciudad se paseaban. A finales del siglo  xix es testigo de las obras de ensanche de la Puerta del Sol. En 1920 el escritor Valle Inclán fija una escena de su obra Luces de Bohemia en la calle Montera, lugar donde se encuentra la "taberna Pica Lagartos". En el siglo xx la calle va acumulando grupos de prostitución. En el año 1910 sufre algunos de los derribos consecuentes de la construcción de la Gran Vía, y al poco se ve abierta para excavar el que sería el primer tramo del Metro de Madrid (Tramo de la Línea 1 desde la estación de Sol hasta Gran Vía). En los años 1960, Otto Skorzeny tuvo su despacho en el número 25 de la calle.  En el año 2009 fue peatonalizada.

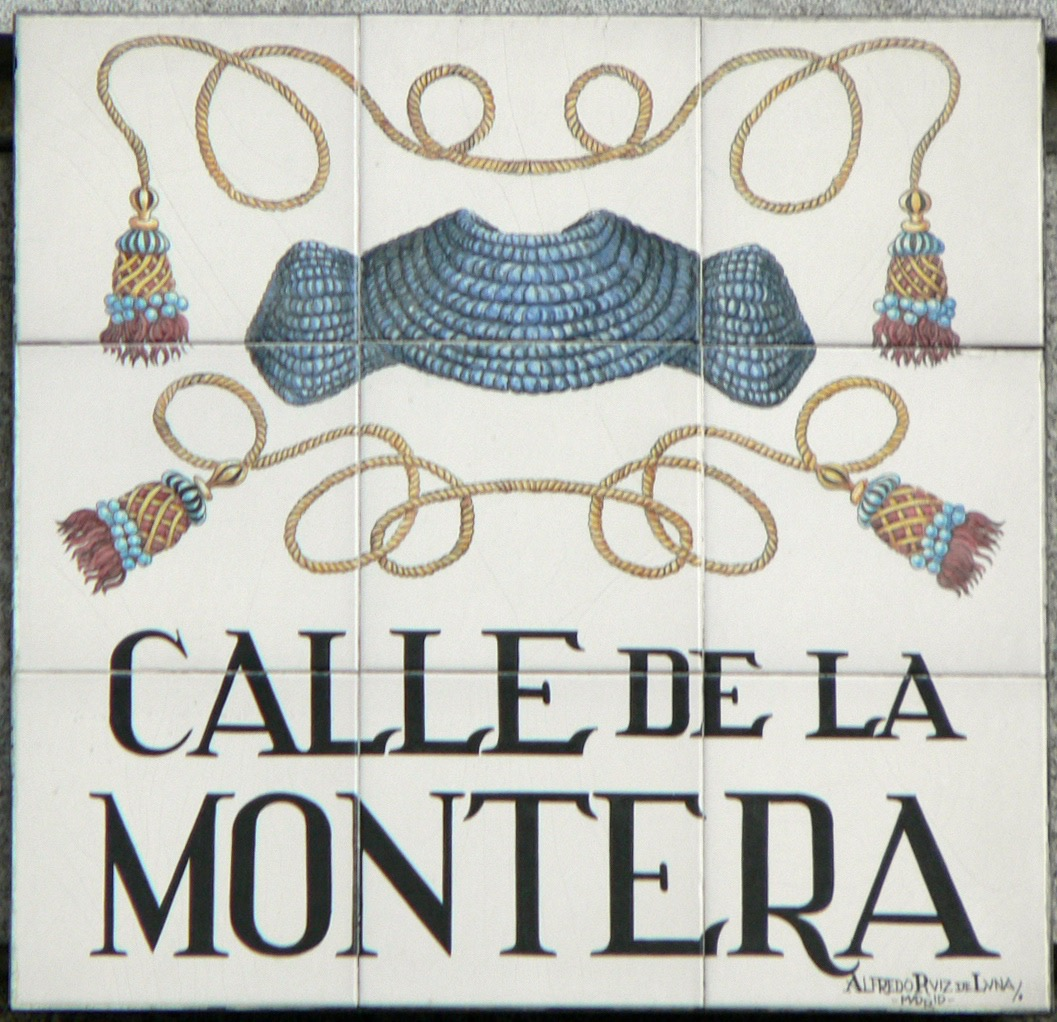
Callejero histórico, obra del ceramista Ruiz de Luna.
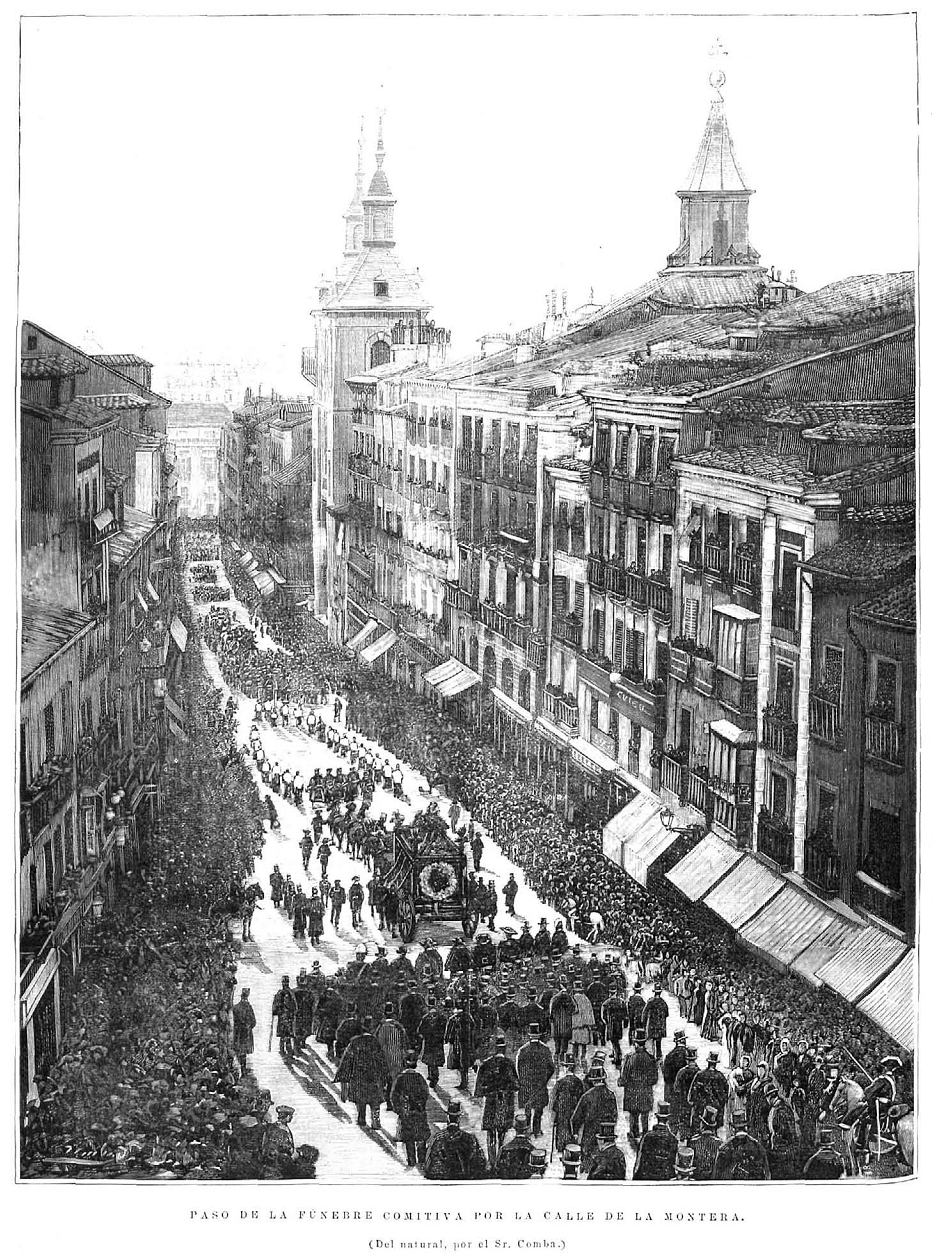
La calle en 1893, con San Luis Obispo, antes de su destrucción.
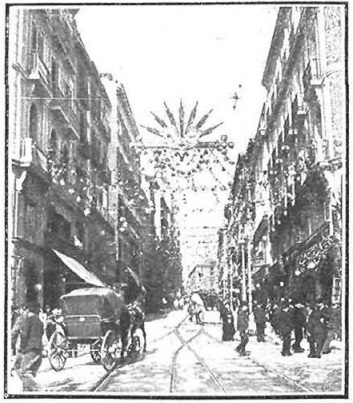
Foto de Campúa en 1905
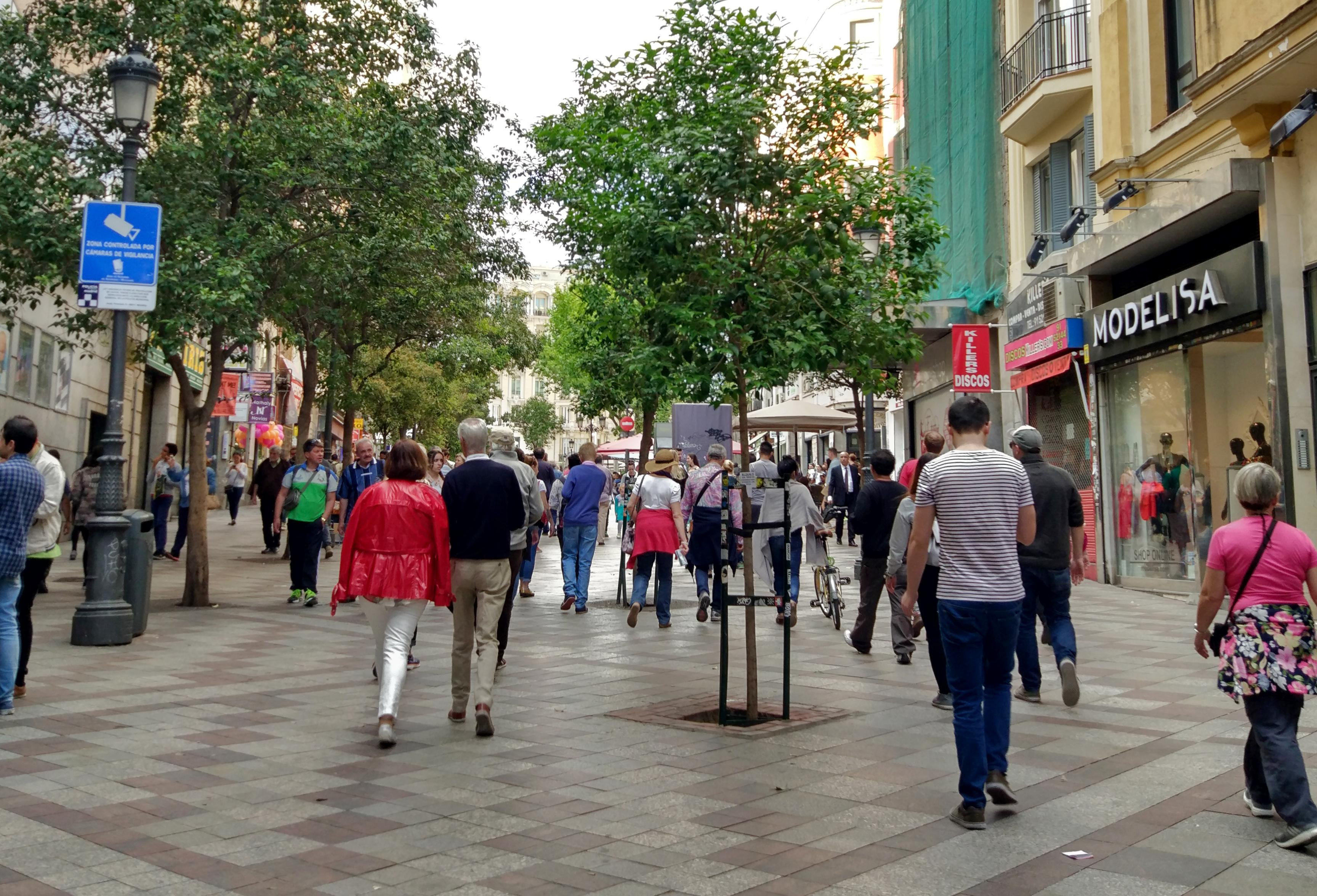
Vista de la calle en el siglo XXI